# Matheus Abreu
Matheus Anicio de Brito Abreu (Ouro Branco, 30 de março de 1997), mais conhecido como Matheus Abreu, é um ator brasileiro.

## Biografia e carreira
Matheus Abreu nasceu em Ouro Branco, Minas Gerais em 30 de março de 1997, filho da Psicóloga e professora Cirley Anicio de Brito e do Economista Adely Pires de Abreu Júnior. Em 2012, participou do filme O Segredo dos Diamantes. No ano seguinte, participou de Hoje Eu Quero Voltar Sozinho. Matheus foi escalado, em 2014, para atuar na minissérie da Rede Globo Dois Irmãos, na qual interpretou Cauã Reymond na fase jovem. A trama estreou em janeiro de 2017. Ainda em 2017, interpretou Tato o protagonista masculino da vigésima-quinta temporada de Malhação denominada Malhação: Viva a Diferença.
Em 2018, esteve na novela de Agnaldo Silva, O Sétimo Guardião e em 2021, em Quanto Mais Vida, Melhor de Mauro Wilson.

## Filmografia

### Televisão
| Ano     | Título                     | Papel                                          | Nota         |
| ------- | -------------------------- | ---------------------------------------------- | ------------ |
| 2017    | Dois Irmãos                | Omar                                           | 1ª fase      |
| 2017    | Dois Irmãos                | Yaqub                                          | 1ª fase      |
| 2017–18 | Malhação: Viva a Diferença | Teobaldo de Morais (Tato)                      |              |
| 2018–19 | O Sétimo Guardião          | Maltoni Ferraz                                 |              |
| 2019    | Dança dos Famosos          | Participante (8.º Lugar)                       | Temporada 16 |
| 2021–22 | Quanto Mais Vida, Melhor!  | Antônio Costa Grava Monteiro Bragança (Tigrão) |              |
| 2023    | Vai na Fé                  | Eduardo Solano                                 |              |

### Cinema
| Ano  | Título                       | Papel         | Notas |
| ---- | ---------------------------- | ------------- | ----- |
| 2014 | Hoje Eu Quero Voltar Sozinho | William       | [ 4 ] |
| 2014 | O Segredo dos Diamantes      | Ângelo        | [ 5 ] |
| 2022 | Pureza                       | Abel          | [ 6 ] |
| 2024 | Saideira                     | Sócrates      | [ 7 ] |
| 2025 | Um Lobo Entre os Cisnes      | Thiago Soares | [ 8 ] |

## Prêmios e Indicações
| Ano  | Prêmio                      | Categoria             | Trabalho indicado          | Resultado | Ref   |  |
| ---- | --------------------------- | --------------------- | -------------------------- | --------- | ----- |  |
| 2017 | Prêmio Contigo! Online 2017 | Melhor Ator Revelação | Malhação: Viva a Diferença | Indicado  | [ 9 ] |  |
| 2018 | Prêmio Extra de Televisão   | Melhor Ator Revelação | Dois Irmãos                | Indicado  |       |  |